# Pterallastes bettyae
Pterallastes bettyae är en tvåvingeart som beskrevs av Thompson 1979. Pterallastes bettyae ingår i släktet Pterallastes och familjen blomflugor. Inga underarter finns listade i Catalogue of Life.